# Papratliwa
Papratliwa (bułg. Папратлива) – wieś w Bułgarii, w obwodzie Wielkie Tyrnowo, w gminie Elena. Wieś wymarła.